# Gustave Vandersmissen
Gustave Vandersmissen, né à Alost, le 14 décembre 1854 et mort à Leffrinckoucke, le 16 juillet 1925 est un avocat et un député belge qui défraya la chronique pour avoir assassiné sa femme qui avait un amant, la cantatrice Alice Renaud, le 9 avril 1886. Ce fait divers est connu sous le nom d'affaire Vandersmissen,.

## Éléments biographiques
Gustave Vandersmissen naît à Alost, le 14 décembre 1854 dans une grande famille d'industriels. Le paternel est libéral et la maman catholique. Gustave a deux frères, ils reprendront l'entreprise familiale. Après des humanités chez les Jésuites, au collège Saint-Joseph d'Alost, il s'inscrit ensuite à Saint-Louis puis à l'Université de Louvain pour y poursuivre ses études en droit. On le dit volontiers naïf à l'égard de la gent féminine. Le 3 février 1876, il se rend à Bruxelles pour assister au Théâtre de la monnaie à une représentation du récent opéra de Georges Bizet: Carmen. Ce fut la première fois qu'il découvre dans le rôle de Micaela, Alice Renaud. En 1876, ayant décroché son doctorat en droit, il s'installe tout d'abord à Gand où il commence à exercer en tant qu'avocat, c'est également à cette époque que débute son investissement en politique. Chaque fois qu'il le peut, il se rend à l'opéra pour y écouter "sa" soprano préférée, Alice Renaud. Il la voit à Gand et même à Alost lors d'un récital de charité. Une idylle, tout d'abord platonique, se noue. Gustave Vandersmissen souhaite ardemment épouser Alice. Il sonde sa famille qui ne pourrait souffrir une telle mésalliance avec une comédienne à la réputation si sulfureuse. N'a-t-elle pas été la maîtresse de Félicien Rops tandis qu'elle n'avait que 17 ans comme s'empressent de l'en instruire ses frères. Hélas, la majorité matrimoniale est fixée à 25 ans pour les hommes et 21 ans pour les femmes. Qu'à cela ne tienne, le couple se rend aux Pays-Bas et se marie religieusement, sans l'assentiment parental, le 17 août 1879. Le couple s'installe à Bruxelles, tout d'abord chez la maman d'Alice, puis à Saint-Josse, au 26 de la Chaussée de Louvain. Une année plus tard, jour pour jour, le couple s'y marie civilement malgré une énième tentative de la famille de s'y opposer derechef mais la missive adressée au juge n'étant pas motivée, rien ne s'oppose plus désormais à ce qu'ils convolent en justes noces. Une fille, Madeleine, naît de leur union en 1881. Cette même année, Gustave Vandersmissen est élu conseiller communal, l'année suivante, conseiller provincial. Lors du scrutin du 10 juin 1884, il se présente en tant que candidat indépendant néanmoins rattaché aux catholiques, il est élu et fera partie des seize députés indépendants élus (les XVI),.

## L'affaire Vandersmissen
En 1886, Gustave Vandersmissen assassine son épouse. Le couple était séparé depuis peu et en instance de divorce en raison des soupçons qu'avait conçus Gustave sur la fidélité d'Alice. Gustave est condamné à dix ans de réclusion et est gracié au bout de deux,.

## Après l'affaire
Gustave Vandersmissen s'installe en France où il exerce en tant qu'avocat. Il épouse Jeanne Prié qui décédera en 1919 et, en troisièmes noces, il épouse à Paris, le 31 janvier 1922, Marie Emma Joséphine Gounand. Gustave Vandersmissen meurt à Leffrinckoucke, le 16 juillet 1925,.